# 安彦麻理絵
安彦 麻理絵（あびこ まりえ、1969年6月15日 - ）は、日本の漫画家。山形県新庄市出身。山形県立新庄南高等学校卒業。女性の性を赤裸々に描いた作品が多い。1度目の結婚で長女を産んだ後に離婚、その4年後に再婚して、現在の夫との間に三子をもうける。
1989年に、『おんなのこである条件』でガロからデビュー。
2003年、冨永昌敬監督の映画『亀虫』に出演。また、2009年にはやはり冨永監督により『コンナオトナノオンナノコ』が映画化された。
ライターの吉田潮、漫画家の熊田プウ助と親交がある。

## 漫画
- 臍下の快楽 ぶんか社 1994年5月（Bunka comics）
- めーど・イン・山形 1 日本文芸社 1995年5月（Nichibun comics）
- メロドラマチック 青林堂 1995年12月
- おんなの子の条件 1－2 秋田書店 1995年 - 1996年
- スリーピース!! 1 秋田書店 1999年7月
- あたしのすべて アスキー 1999年6月（アスペクトコミックス）
- メロドラマチックremix アスキー 1999年2月（Aspect comix）
- 小さな恋の物語 祥伝社 2002年7月（フィールコミックス）
- スリーピース!!returns 三才ブックス 2004年2月（Sansai comics）
- 色恋 エンターブレイン 2004年8月（ビームコミックス）
- ソレしながら好きって言える? 太田出版 2004年6月（F×comics）
- 再婚一直線! 祥伝社 2005年12月
- コンナオトナノオンナノコ 祥伝社 2005年2月
- 再婚一直線! 寿編 祥伝社 2006年11月
- 子育てママのネット活用生活 共著 幻冬舎メディアコンサルティング 2007年1月
- おんなのこの正体 KKベストセラーズ 2007年10月
- 恋は女の命の花よ 小学館 2008年6月（Big spirits comics special）
- 東京の男の子 大久保ニュー・魚喃キリコ共著 太田出版 2008年3月
- 臍下の快楽 ぶんか社 2008
- ハナマルご出産! 共著  飛鳥新社 2008 (まるごと体験コミック)
- これがオンナのケモノ道 著 太田出版 2009 (F×comics)
- ご出産天国! : まるごと体験コミック 共著 飛鳥新社 2010
- ブ活はじめます : すべての女に捧げる「気持ちいい!」ブス活動のススメ 宝島社 2012
  - ブス活、はじめました。 光文社知恵の森文庫 2019
- だから女はめんどくさい ベストセラーズ 2012
- オンナノコウフクロン イースト・プレス 2013
- 酒とナミダとマリエと赤子 竹書房 2013 (SUKUPARA SELECTION)
- 女王様とわたし、ときどき犬 安彦麻理絵, 貴崎ダリア 著 光文社 2019
- 生理終了!と思ったら。 更年期メンタル、私なりの付き合い方 竹書房(バンブーエッセイセレクション)  2024

## エッセイ
- 快楽であたしたちはできている おんなの子のエロとラブ 大和出版 1997年7月 のち光文社知恵の森文庫
- ババア★レッスン 光文社 2018年4月

## その他参加作品
- ど人生「幸福な女」 毎日放送 2008年11月[2]